# Malese Jow
Malese Jow (* 18. února 1991, Tulsa, Oklahoma, Spojené státy americké) je americká herečka, zpěvačka a skladatelka.

## Životopis
Narodila se jako Elizabeth Malese Jow v městě Tulsa v Oklahomě a ve svých devíti letech se spolu se svou matkou a se svými sourozenci přestěhovala do Kalifornie. Má mladší sestru a dva mladší bratry.

## Kariéra
Ve svých šesti letech se objevila v seriálech Barney & Friends a Dellaventura, ale stala se známou až díky roli v seriálu Neslavná, kde hrála po boku Emmy Roberts.
Když v roce 2007 seriál skončil, objevila se jako Quinn ve filmu Bratz a hostovala v seriálu Kouzelníci z Waverly, kde hrála roli slavné herečky Ruby Donahue. V roce 2008 hostovala jako Hannah v seriálu Mladí a neklidní a v roce 2009 se objevila v jedné epizodě seriálu iCarly. Ve stejném roce si ještě zahrála v seriálech The Secret Life of the American Teenager jako Gail a Hannah Montana jako Rachel. Také měla cameo ve filmu Příšerky z podkroví.
V roce 2010 se objevila v první sérii seriálu Upíří deníky. Hrála roli Anny, upírky, která vypadala, že má zlé úmysly, ale ve skutečnosti chtěla jen vysvobodit svou matku. Snaží se využít Jeremyho (Steven R. McQueen), aby se mohla dostat blíž k bratrům Salvatorům a Eleně Gilbert (Nina Dobrev), ale nakonec se do Jeremyho zamiluje. V poslední epizodě první série mu sděluje, že plánuje odejít z města a věnuje mu lahvičku své krve, aby se mohl stát upírem a připojit se k ní. Epizoda končí, když Annu zajme a zabije Jeremyho strýc, John (David Anders). Ve třetí sérii se v seriálu opět objevila.
Objevila se ve filmu You're So Cupid! v roli Megan. Ve filmu The Social Network si zahrála si roli Alice Cantwell, nejlepší kamarádku Christy Lee (Brenda Song). Dále se objevila v seriálech The Troop, Big Time Rush a Zoufalé manželky.
Objevila se ve videoklipu americké hudební skupiny All Time Low s názvem Time Bomb. V roce 2013 získala roli v kriminální komedii Plastic. V srpnu 2013 začala pracovat na seriálu Láska ke hvězdám. Seriál byl však po první sérii zrušen. Roli Madison Ashland si zahrála v televizním filmu Odvrácená strana ráje. V říjnu roku 2014 bylo oznámeno, že si zahraje vedlejší roli Lindy Park v superhrdinském seriálu The Flash. V roce 2017 získala roli Mareth Ravenlock v seriálu MTV Letopisy rodu Shannara.

## Hudební kariéra
Singly
- Caught Up in You
- Mista DJ
- Where You Belong
- Go Go
- Left Waiting
- Hey Oh
- No Better
- Red Light
- Turn Away
- Sound Of Summer
- He Said She Said
- Live 4 Today
- You Had It All
- You Left Me In The Air

## Filmografie

### Film a televize
| Rok       | Název                                    | Role                         | Poznámky                                         |
| --------- | ---------------------------------------- | ---------------------------- | ------------------------------------------------ |
| 1997      | Barney & Friends                         | Tea party girl               | díl: „Pennies, Nickels, Dimes“                   |
| 1997      | Dellaventura                             | Orphan Child                 | díl: „Dreamers“                                  |
| 2003      | The Brothers Garcia                      | Celeste                      | díl: „Right Place, Right Time“                   |
| 2004-2007 | Neslavná                                 | Geena Fabiano                | Vedlejší role                                    |
| 2005      | All That                                 | Sama sebe                    |                                                  |
| 2007      | Bratz                                    | Quinn                        |                                                  |
| 2007      | Kouzelníci z Waverly                     | Ruby Donahue                 | díl: „Filmy“                                     |
| 2008      | Mladí a neklidní                         | Hannah                       | 2 díly                                           |
| 2009      | iCarly                                   | falšená Carly                | díl: „iBloop“                                    |
| 2009      | The Secret Life of the American Teenager | Gail                         | díl: „Night at Band Camp“                        |
| 2009      | Hannah Montana                           | Rachel                       | díl: „To by mohl být on“ (1. a 2. část)          |
| 2009      | Příšerky z podkroví                      | Julie                        |                                                  |
| 2010-2011 | Upíří deníky                             | AnnaBell "Anna"              | 18 dílů                                          |
| 2010      | You're So Cupid!                         | Megan                        |                                                  |
| 2010      | The Social Network                       | Alice                        |                                                  |
| 2010      | Dokonalý podraz                          | Josie Martin                 | díl: „The Boost Job“                             |
| 2011      | Zoufalé manželky                         | Violet                       | díl: „Pak jsem dostal opravdu strach“            |
| 2011      | Rota                                     | Cadence Nash                 | 13 dílů                                          |
| 2011      | Big Time Rush                            | Lucy Stone                   | 3 díly                                           |
| 2012      | Kriminálka Miami                         | Amanda Yang                  | díl: „Střelba z vlastních řad“                   |
| 2012      | Shelter                                  | Morgan                       |                                                  |
| 2014      | Láska ke hvězdám                         | Julia Yeung                  | hlavní role, 10 dílů                             |
| 2014      | Castle na zabití                         | Hilary Cooper                | díl: „Telekineze“                                |
| 2014      | Odvrácená strana ráje                    | Madison Ashland              | TV film                                          |
| 2014      | Plastic                                  | Beth                         |                                                  |
| 2015      | The Flash                                | Linda Park/Doktorka Lightová | 7 dílů                                           |
| 2015      | Filthy Preppy Teen$                      | Beatrix Bishop               | 8 dílů                                           |
| 2015–2018 | Námořní vyšetřovací služba L.A.          | Jennifer Kim                 | díly: „Zrušte Vánoce“, „Granger“ a „Liabilities“ |
| 2016      | Sisters of the Groom                     | Sarah Davis                  | TV film (Hallmark)                               |
| 2016      | How to Be a Vampire                      | Jenny                        | 6 dílů                                           |
| 2016      | Sweet/Vicious                            | Chloe Freeman                | díl: „Tragic Kingdom“                            |
| 2016      | Letopisy rodu Shannara                   | Mareth Ravenlock             | 10 dílů                                          |
| 2018      | I Wrote This For You                     | Ariana                       |                                                  |
| 2018      | Casual                                   | Camilla                      | 2 díly                                           |
| 2019      | Escape Plan 3: Devil's Station           | Daya                         |                                                  |

### Videoklipy
| Rok  | Název                   | Interpret     |
| ---- | ----------------------- | ------------- |
| 2009 | When You're Around      | C&C           |
| 2009 | The In Crowd            | Mitchel Musso |
| 2010 | Till I Forget About You | Big Time Rush |
| 2011 | Famous                  | Lissa Lauria  |
| 2011 | Time Bomb               | All Time Low  |